# Occagnes
Occagnes és un municipi francès situat al departament de l'Orne i a la regió de Normandia. L'any 2007 tenia 567 habitants.

## Demografia

### Població
El 2007 la població de fet d'Occagnes era de 567 persones. Hi havia 202 famílies de les quals 30 eren unipersonals (11 homes vivint sols i 19 dones vivint soles), 90 parelles sense fills, 75 parelles amb fills i 7 famílies monoparentals amb fills.
La població ha evolucionat segons el següent gràfic:
Habitants censats

### Habitatges
El 2007 hi havia 224 habitatges, 205 eren l'habitatge principal de la família, 6 eren segones residències i 13 estaven desocupats. Tots els 224 habitatges eren cases. Dels 205 habitatges principals, 169 estaven ocupats pels seus propietaris, 33 estaven llogats i ocupats pels llogaters i 3 estaven cedits a títol gratuït; 3 tenien dues cambres, 15 en tenien tres, 56 en tenien quatre i 131 en tenien cinc o més. 157 habitatges disposaven pel capbaix d'una plaça de pàrquing. A 75 habitatges hi havia un automòbil i a 123 n'hi havia dos o més.

### Piràmide de població
La piràmide de població per edats i sexe el 2009 era:
| Homes | Edats   | Dones |
| ----- | ------- | ----- |
| 0     | 95 o +  | 4     |
| 4     | 90 a 94 | 8     |
| 0     | 85 a 89 | 12    |
| 8     | 80 a 84 | 20    |
| 12    | 75 a 79 | 4     |
| 8     | 70 a 74 | 16    |
| 4     | 65 a 69 | 12    |
| 28    | 60 a 64 | 12    |
| 12    | 55 a 59 | 20    |
| 28    | 50 a 54 | 16    |
| 24    | 45 a 49 | 40    |
| 28    | 40 a 44 | 12    |
| 8     | 35 a 39 | 8     |
| 8     | 30 a 34 | 16    |
| 16    | 25 a 29 | 12    |
| 12    | 20 a 24 | 16    |
| 24    | 15 a 19 | 24    |
| 16    | 10 a 14 | 24    |
| 8     | 5 a 9   | 16    |
| 4     | 0 a 4   | 8     |

## Economia
El 2007 la població en edat de treballar era de 315 persones, 236 eren actives i 79 eren inactives. De les 236 persones actives 220 estaven ocupades (109 homes i 111 dones) i 17 estaven aturades (10 homes i 7 dones). De les 79 persones inactives 43 estaven jubilades, 18 estaven estudiant i 18 estaven classificades com a «altres inactius».

### Ingressos
El 2009 a Occagnes hi havia 220 unitats fiscals que integraven 585 persones, la mediana anual d'ingressos fiscals per persona era de 16.814 €.

### Activitats econòmiques
Dels 15 establiments que hi havia el 2007, 1 era d'una empresa alimentària, 4 d'empreses de construcció, 3 d'empreses de comerç i reparació d'automòbils, 2 d'empreses de transport, 2 d'empreses d'hostatgeria i restauració i 3 d'empreses classificades com a «altres activitats de serveis».
Dels 6 establiments de servei als particulars que hi havia el 2009, 2 eren paletes, 1 fusteria, 1 lampisteria, 1 perruqueria i 1 restaurant.
Dels 2 establiments comercials que hi havia el 2009, 1 era una botiga de menys de 120 m² i 1 una joieria.
L'any 2000 a Occagnes hi havia 15 explotacions agrícoles que ocupaven un total de 920 hectàrees.

## Equipaments sanitaris i escolars
El 2009 hi havia una escola elemental.

## Poblacions més properes
El següent diagrama mostra les poblacions més properes.